# Страховая группа МСК
АО «Страховая группа МСК» — системообразующая российская страховая компания, входила в топ-10 в рейтинге страхового рынка РФ по взносам (10-е место по итогам 2012 года, 9-е место в 2011 году, 11-е место в 2010 году). Компания занимала 10-е место по цитируемости в СМИ в 2013 году. Уставный капитал компании по состоянию на март 2014 года — 16,1 млрд рублей (первое место по размеру уставного капитала среди страховых компаний на тот момент). В 2016 году объявлено о присоединении страховой группы МСК к страховой компании ВТБ Страхование .

Полное наименование — Акционерное общество «Страховая группа МСК»
Краткое наименование — АО «СГ МСК» (СГ МСК)
Штаб-квартира компании находится в Москве.
Регистрационный номер в реестре субъектов страхового дела — 461, лицензии ЦБ РФ на страхование ОС 0461 - 03 и ОС 0461 - 04 от 9 июля 2015 и на перестрахование - ПС 0461 от 9 июля 2015 .
АО «СГ МСК» является правопреемником компаний ОАО «Московская страховая компания» (номер в государственном реестре страховых компаний — 3259), СЗАО «МСК-Стандарт» (ранее — «Стандарт-Резерв», рег.номер — 1137) и ЗАО «Страховая группа „Спасские ворота“» (рег.номер — 2992) в результате реорганизации в форме присоединения.

## Собственники и руководство
По состоянию на 31 декабря 2013 основными акционерами СГ МСК является ОАО «Столичная страховая группа» (69,49 % акций), ООО «Ти Би Ай Эйч Русские Фонды» (11,56 % акций) и ООО «ССГ-ИНВЕСТ» (18,91 % акций).
ОАО «Столичная страховая группа» (50 %-1 акция контролируется Группой ВТБ, 50 %-1 акций — ЗАО «Страховая группа») также объединяет страховые компании: ЗАО «МСК-Лайф» (рег.номер — 3995), ОАО «Московское перестраховочное общество» (ОАО «Москва РЕ», рег.номер — 2974), ЗАО "Медицинская компания «Солидарность для жизни» (SOVITA) (рег.номер — 257).
В совет директоров СГ МСК входили Шепелев М. В.(генеральный директор АО «СГ МСК», председатель правления), Моторин М.А. (первый заместитель генерального директора – финансовый директор ООО СК «ВТБ Страхование»), Верхошинский В.В.(член правления банка ВТБ (ПАО)), Гальперин Г. А.(генеральный директор ООО СК «ВТБ Страхование», Задорнов М. М.(президент — председатель правления ВТБ 24 (ПАО)).
С 2015 года генеральным директором и председателем правления СГ МСК являлся Шепелев Максим Валентинович.
В правление также входили Гаспарян Арман Эдуардович и Цирер Виктория Пинкусовна .

## Деятельность
СГ МСК являлась универсальной страховой компанией и предоставляла полный спектр страховых услуг для физических и юридических лиц. Компания располагала лицензиями на осуществление всех видов страхования, предусмотренных законом РФ «Об организации страхового дела в Российской Федерации».
Надежность и финансовая устойчивость компании подтверждена рейтинговым оценками российских и зарубежных рейтинговых агентств.
Рейтинговое агентство Fitch подтвердило компании рейтинг финансовой устойчивости по международной шкале на уровне «BB», по национальной шкале «AA-(rus)», прогноз повышен до уровня стабильный.
Рейтинговое агентство «Эксперт РА» ежегодно подтверждало СГ МСК рейтинг надежности на уровне А+ («Очень высокий уровень надежности»).
Лидирующие позиции СГ МСК занимала в сегменте автострахования (каско — 8-е место, ОСАГО — 4-е место). Входит в ТОП-10 на новом рынке обязательного страхования опасных производственных объектов.
Лидерами перестраховочной программы СГ МСК выступают ведущие зарубежные страховые и перестраховочные компании: Munich Re, SCOR, Swiss Re, а также синдикаты Lloyd’s, имеющие высокие международные рейтинги финансовой надежности. Ипотечные риски (финансовые риски кредитора в случае неисполнения или ненадлежащего исполнения заемщиком своих обязательств по кредитному договору) СГ МСК перестраховывает в СК АИЖК.
СГ МСК является федеральной компанией, региональная сеть компании включает 100 филиалов. Филиалы СГ МСК работают в основных административных и промышленных центрах страны, что позволяет компании предоставлять современный страховой сервис по всей территории России, независимо от места заключения договора страхования.
В компании внедрены передовые операционные системы международного уровня, среди которых SAP, страховая система TIA.
СГ МСК входит в профессиональные объединения страховщиков, среди которых Всероссийский союз страховщиков, Российский Союз Автостраховщиков, Российская ассоциация авиационных и космических страховщиков, Российский Антитеррористический Страховой Пул (РАТСП), Российский ядерный страховой пул (РЯСП), Национальный союз страховщиков ответственности (НССО), Национальный союз агростраховщиков, а также в международное соглашение «Зелёная карта».

## Награды
С 2005 по 2012 год успешная деятельность компании была отмечена более чем двумя десятками премий. Среди них:
2012 год:
• Премия «Финансовая элита России» в номинации «Компания года в сфере автострахования»;
• Диплом «Эксперт РА» «Повышение операционной эффективности филиальной сети» (в рамках VI ежегодного форума топ-менеджеров «Будущее страхового рынка России — 2012»);
• Победитель в номинации «За повышение операционной эффективности» на девятой российской общественной премии в области страхования «Золотая Саламандра».
2011 год:
• Премия «Финансовая элита России» в номинации «Компания года в сфере автострахования».
• Диплом «Эксперт РА» «За масштабную реорганизацию» (в рамках V ежегодного форума топ-менеджеров «Будущее страхового рынка России — 2011»);
2010 год:
• Диплом «Эксперт РА» «За успешное объединение бизнеса в рамках единого юридического лица» (в рамках IV ежегодного форума топ-менеджеров «Будущее страхового рынка России — 2010»);
• Лауреат премии «Российский строительный Олимп» в номинации «Высокопрофессиональная и динамично развивающаяся компания в области страхования гражданской ответственности и строительно-монтажных рисков членов строительных и проектных саморегулируемых организаций» (АО «СГ МСК»).